# Cymothoe hesiodotus
Cymothoe hesiodotus är en fjärilsart som beskrevs av Otto Staudinger 1889. Cymothoe hesiodotus ingår i släktet Cymothoe och familjen praktfjärilar. Inga underarter finns listade i Catalogue of Life.

## Bildgalleri

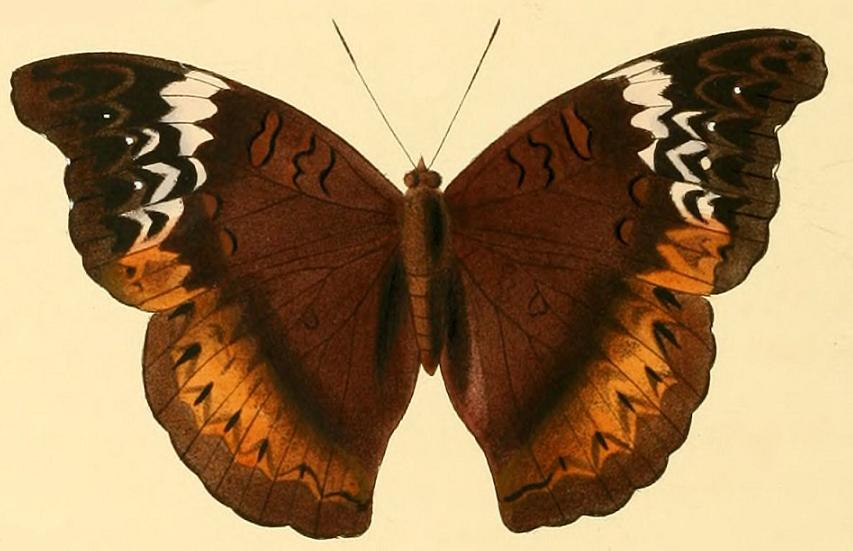